# Liste von Geschäftsbücherfabriken

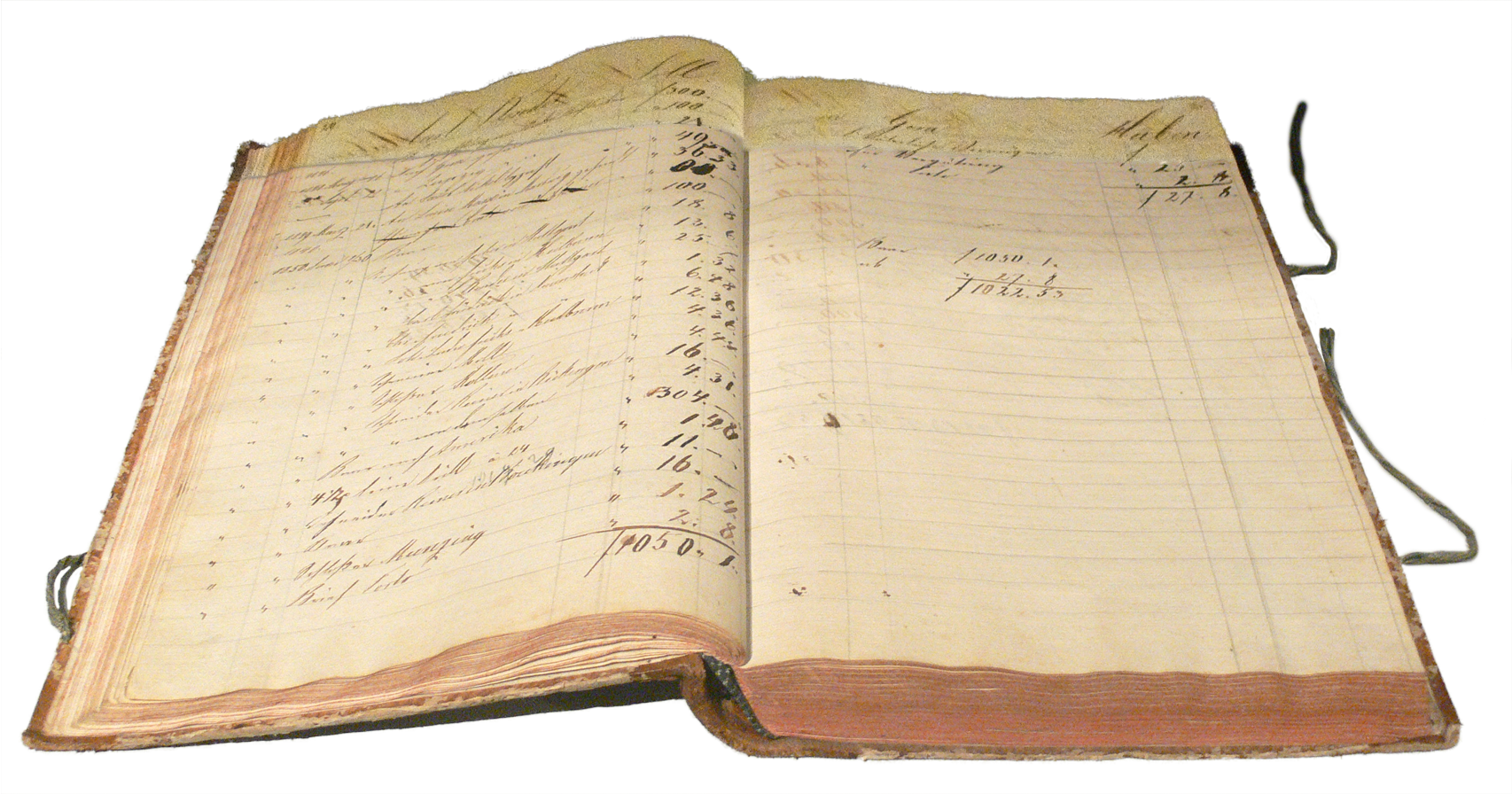
Deutsches Geschäftsbuch 1828

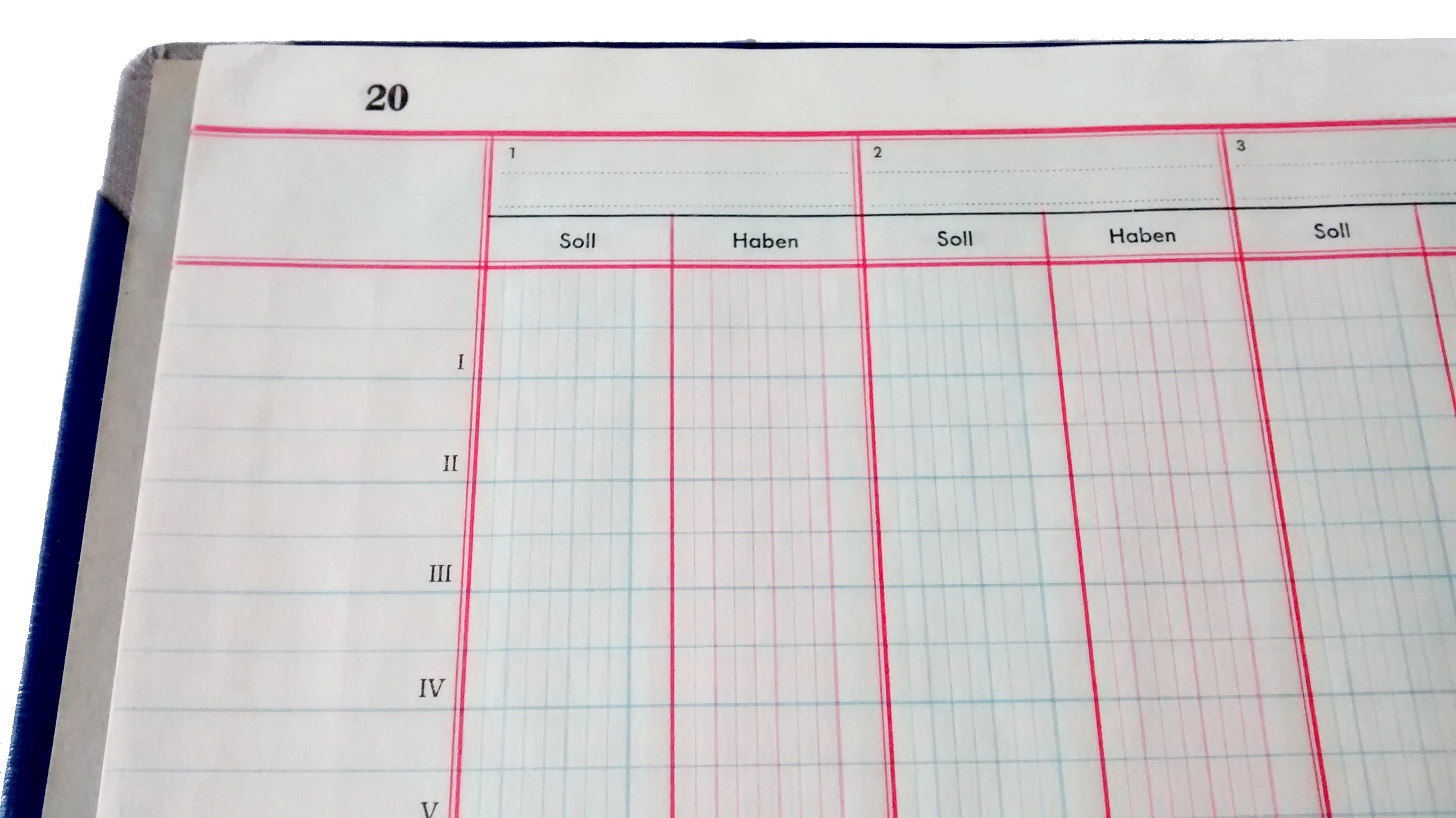
Buchhaltung Hauptbuch 1950er Jahre

Die Erzeugnisse der Geschäftsbücher-Industrie sind bzw. waren Konto- bzw. Kassenbücher, Kalender und andere Organisationsmittel. Für diesen Zweig der Papierverarbeitung „ist in besonderer Weise der Einsatz der Linier-/Rastrier-/Tabellier-Technik“ und von Nummeriermaschinen bei einem „nahezu gleich hohen Anteil an Druck- und Bindearbeit“ kennzeichnend.

## Deutschland

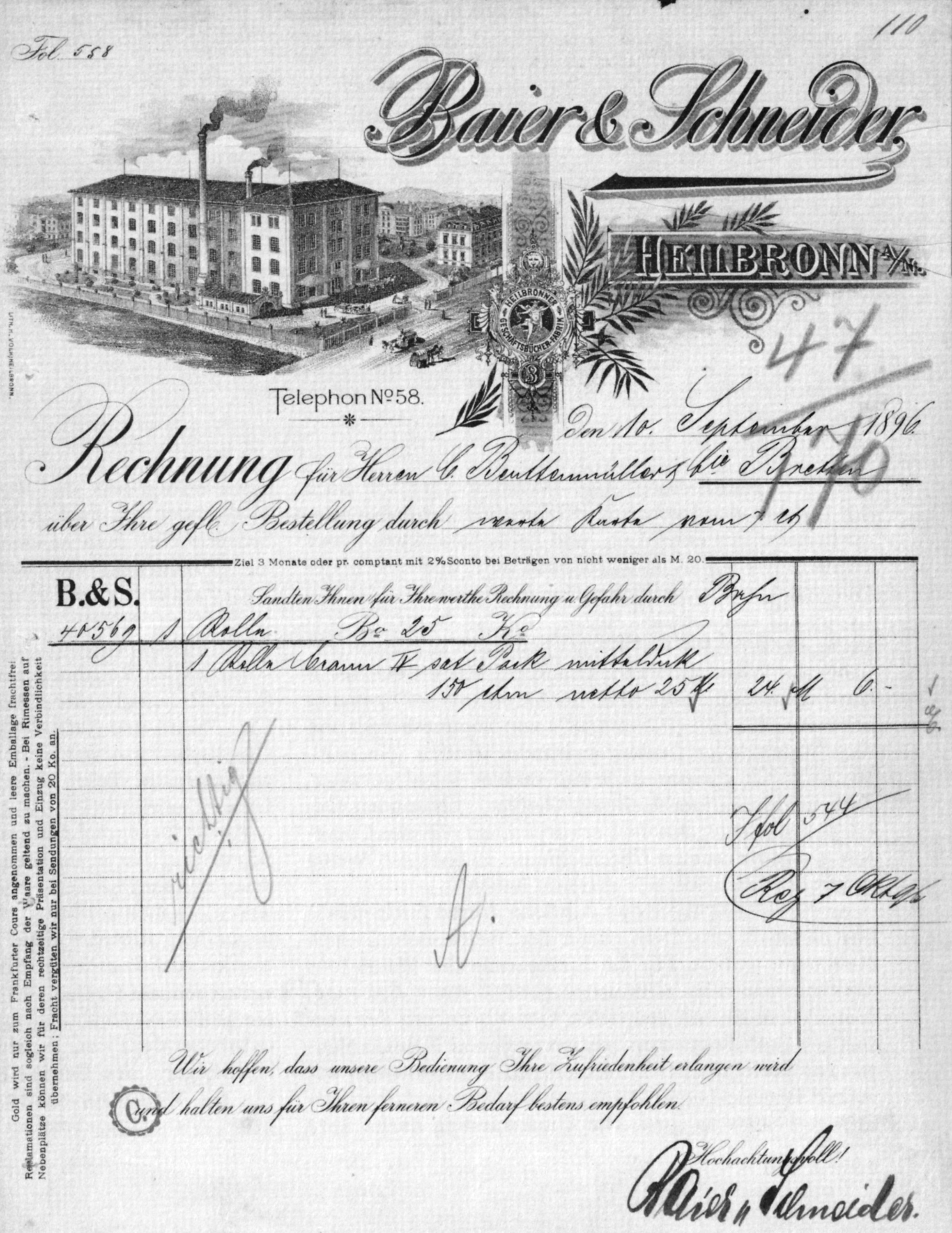
Baier&Schneider, Heilbronn (1896)

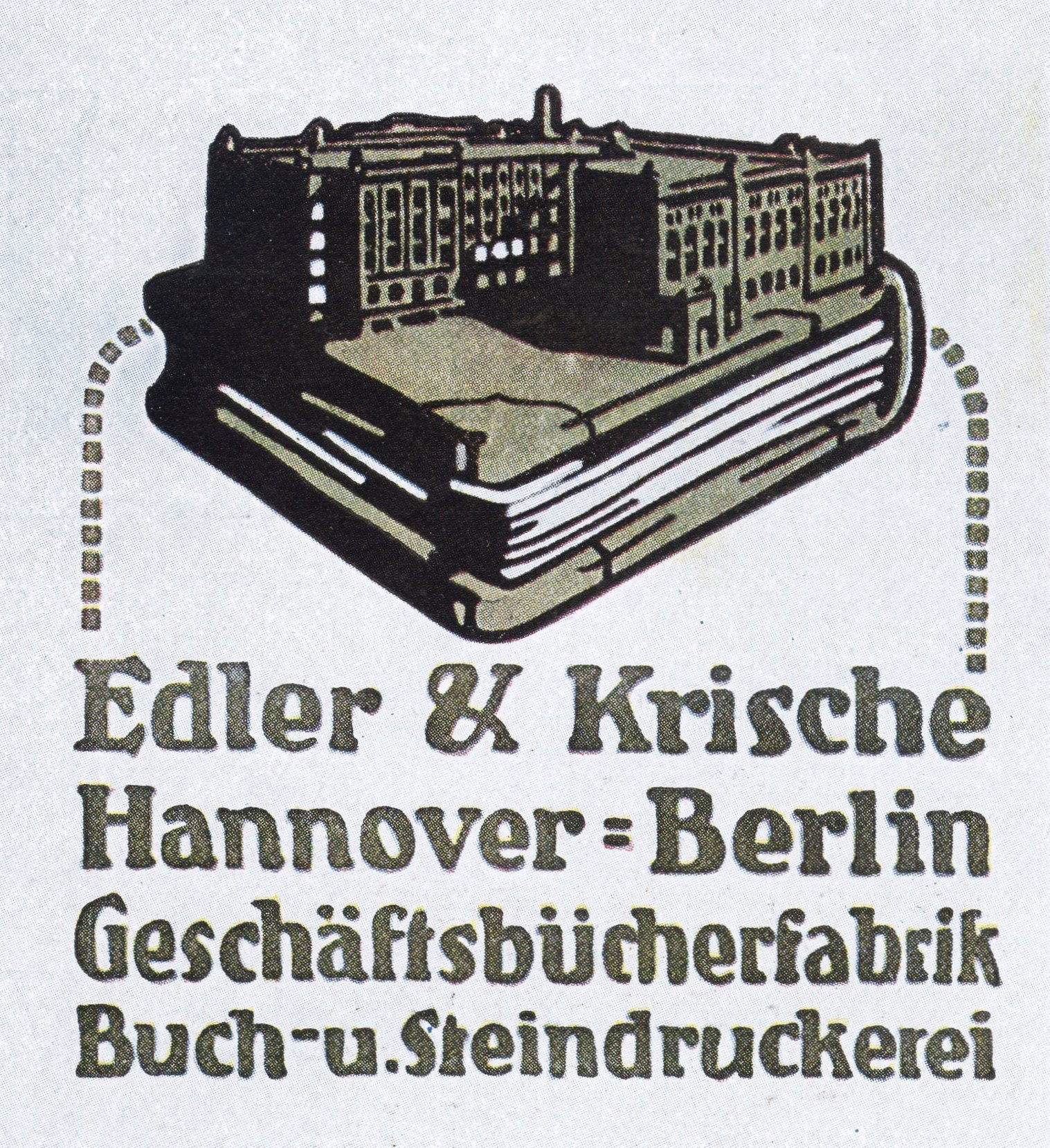
Gebäude der Firma Edler & Krische (Plakatausschnitt)

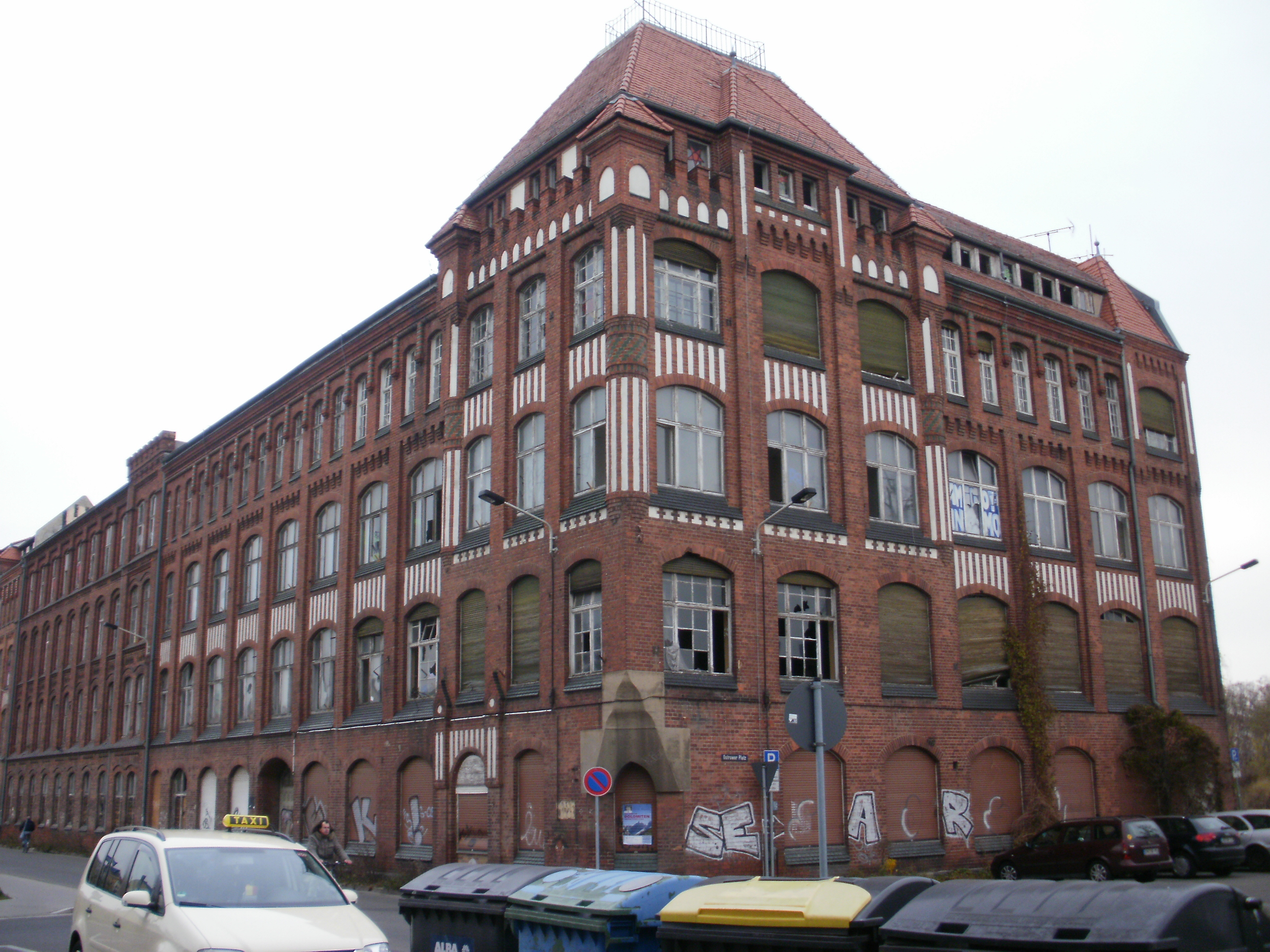
Fabrikanlage der ehemaligen Enke-Fabrik, Cottbus (2011)

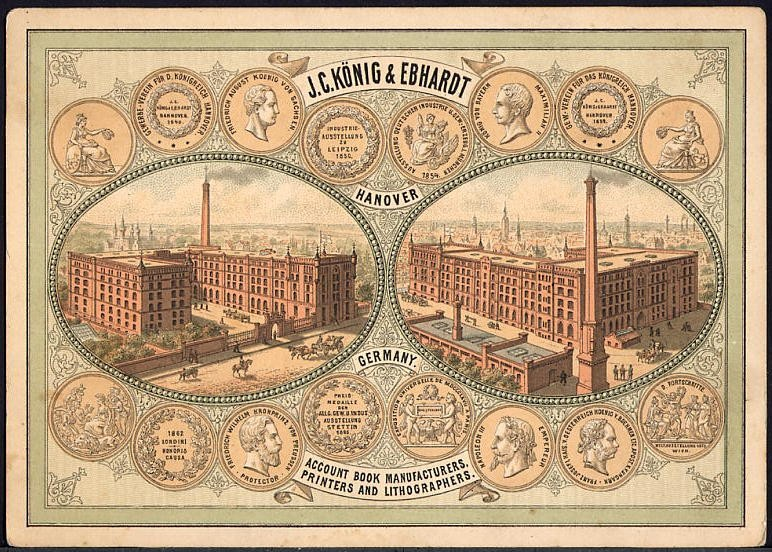
König & Ebhardt, Geschäftskarte, Hannover, um 1880

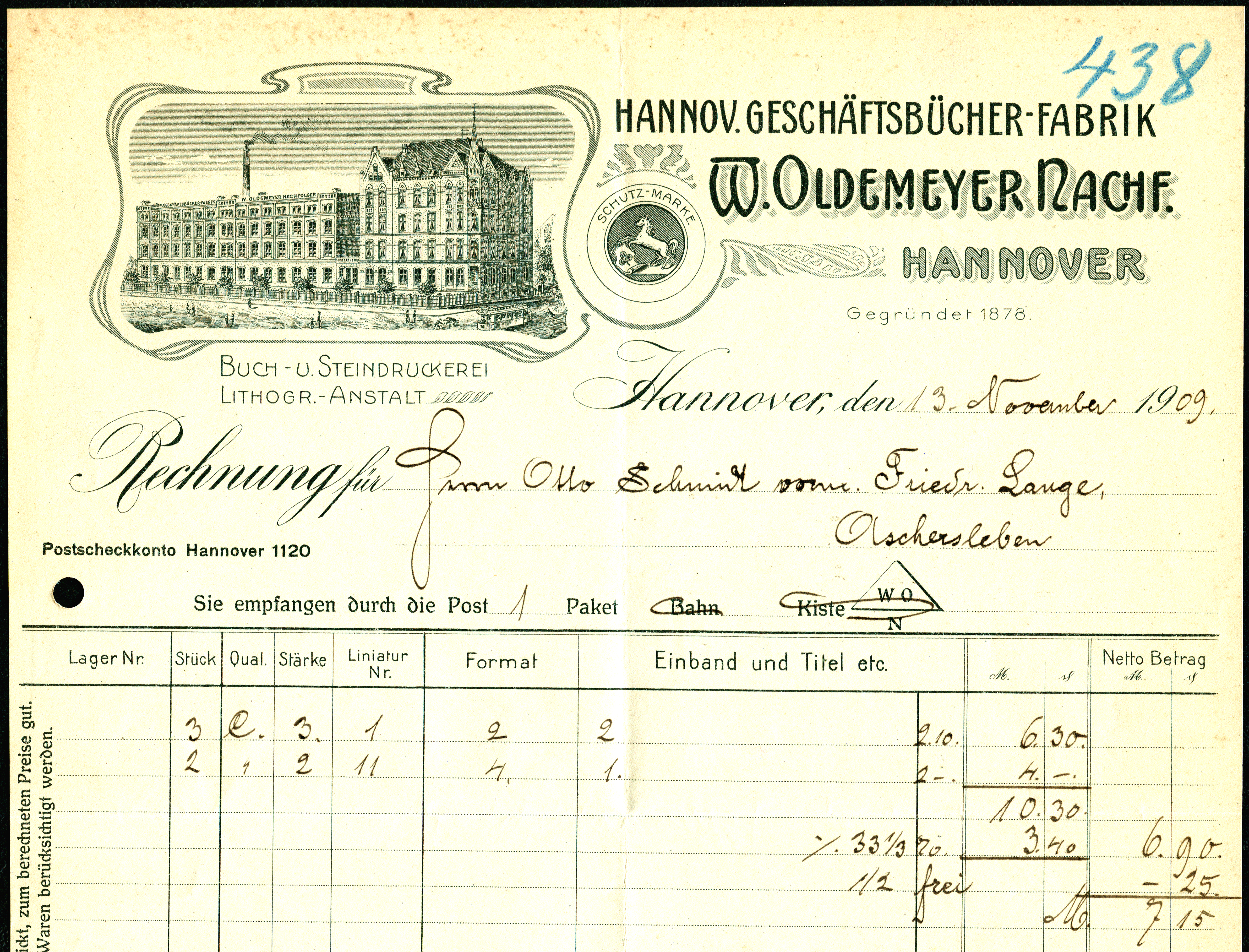
Hannoversche Geschäftsbücher-Fabrik W. Oldemeyer Nachfolger, Hannover, Rechnung 1909

- Aachener Geschäftsbücherfabrik und Liniir-Anstalt, Aug. Reuscher, Aachen[2]: S. 1
- William Assert, Geschäftsbücherfabrik, Taubenheim b/Neusalza, Sachsen.[3]
- Bachmann & Goebel, Buchdruckerei, Geschäftsbücherfabrik, Liniier-Anstalt, Berlin[4]
- Baier & Schneider, Heilbronn
- Barmer Geschäftsbücherfabrik, Söhn & Ackermann, Barmen[2]: S. 10
- Bayerische Geschäftsbücherfabrik und Druckerei Dietz & Lüchtrath, AG in München
- Bayerische Notiz- u. Geschäftsbücherfabrik Andr. Rüdel, München[2]: S. 12
- Bergische Geschäftsbücherfabrik Aug. Schmidtmann, Barmen[2]: S. 16
- Berliner Geschäftsbücherfabrik u. Buchdruckerei, Georg Klemm, Berlin[2]: S. 17
- Blumenberg, E. W., Geschäftsbücherfabrik, Buchb. u. Paph., Chemnitz i. S.[2]: S. 22
- Boser, Albert, Buchb. u. Geschäftsbücherfabrik, München.[2]: S. 26
- Braack, O., Geschäftsbücherfabrik u. Buchdruckerei, Hamburg.[2]: S. 26
- Bremer Geschäftsbücherfabrik, G. Schad, Bremen.[2]: S. 28
- Buchdruckerei Wilhelm Stumpf, G. m. b. H., Geschäftsbücherfabrik, Buch- u. Steindruckerei, Bochum.[2]: S. 31
- Denn, W., Geschäftsbücherfabrik u. Buchbinderei, Frankfurt a. M.[2]: S. 41
- Deutschländer & Co., Nachf., Buch- u. Steindruckerei, Geschäftsbücherfabrik, Hamburg[2]: S. 42
- Eckes, Ewald, Geschäftsbücherfabrik, Buchbinderei u. Buchdruckerei, Hagen i. Westf.,[2]: S. 49
- Edler & Krische, Hannover
- Eichholz, J. W., Buchbinderei u. Geschäftsbücherfabrik, Hamburg.[2]: S. 50
- F. Eilers Geschäftsbücher-Fabrik, Buch- und Steindruckerei, Bielefeld[5]
- Otto Enke, Geschäftsbücherfabrik mit Großbuchbinderei und Druckerei in Cottbus
- Erste bayrische Notiz- u. Geschäftsbücherfabrik, Andr. Rüdel, München.[2]: S. 54
- Erste Mannheimer Geschäftsbücherfabrik A. Loewenhaupt Söhne Nachf., V. Fahlbusch, Mannheim.[2]: S. 54
- Feilchenfeld, D., Buch- u. Steindruckerei, Geschäftsbücherfabrik, Berlin.[2]: S. 57
- Eberhard Fetzer, Geschäftsbücherfabrik, Stuttgart[6]
- Flint, R., Geschäftsbücherfabrik, Hamburg.[2]: S. 387
- Frankfurter Geschäftsbücherfabrik, Simon Stiefel, Frankfurt a. M.[2]: S. 62
- Freitag, J., Buchbinderei, Geschäftsbücherfabrik, Press- u. Vergolde-Anstalt, Berlin.[2]: S. 63
- Freund, Adolf, Düten-, Papierwaren- u. Geschäftsbücherfabrik., Papiergroßhandlung, Frankfurt a. M.[2]: S. 63
- Freytag & Bielefeld, Buchdruckerei u. Geschäftsbücherfabrik, Hamburg.[2]: S. 64
- Gerds, Carl, Geschäftsbücherfabrik, Buchdruckerei, Buchbinderei u. Papierhandlung, Hamburg.[2]: S. 387
- Gebr. Tönnes, Buchdruckerei u. Geschäftsbücherfabrik, Düsseldorf[7]
- Geschäftsbücherfabrik Kaiserslautern, Fr. Dexheimer, Kaiserslautern.[2]: S. 71
- Gillessen, Gebr., Buchdruckerei, Geschäftsbücherfabrik, Buchbinderei, Papier- u. Schreibwarenhandlung, Dortmund i. Westf.[2]: S. 72
- Hamburg-Oldesloer Papier- und Geschäftsbücherfabriken AG
- Hannover'sche Geschäftsbücherfabrik, W. Oldemeyer Nachf., Hannover.[2]: S. 86
- Hanhardt, Wilhelm, Geschäftsbücherfabrik, Wiedenbrück[8]
- Hartmann, R., Buch- u. Steindruckerei, Geschäftsbücherfabrik, Berlin.[2]: S. 87
- Hermann Haase & Oo. Geschäftsbücherfabrik, AG in Berlin
- Heinz Nachf., Eduard, Cölner Geschäftsbücherfabrik, Cöln-Ehrenfeld.[2]: S. 91
- VEB Hermes, Papierverarbeitungswerk und Geschäftsbücherfabrik, Halle (Saale) und Jüterbog
- Herrmann, Wilh., Geschäftsbücherfabrik, Buchbinderei u. Papier- u. Schreibwarenhandlung, Postkartenverlag, Dessau.[2]: S. 326
- Salomon Herschel (Inhaber Max Herschel), Notiz- und Geschäftsbücher-Fabrik, Bonn a. Rh.[9]
- Hochlehnert & Co., Ulmer Geschäftsbücherfabrik, Papier- u. Kontorbedarfsartikel, Ulm a. d. Donau.[2]: S. 98
- Hofer Geschäftsbücherfabrik, Hof.[2]: S. 346
- Jäger, Julius, Siegelmarken- u. Geschäftsbücherfabrik, Berlin.[2]: S. 107
- Emil Jagert, Geschäftsbücherfabrik, Berlin[10]
- L. Juergens, Papierhaus, Geschäftsbücher-Fabrik , Berlin[11]
- Just & Söhne, C., Pfälzische Geschäftsbücherfabrik, Kandel, Rheinpfalz..[2]: S. 111
- Knop, Anna Elise, Geschäftsbücherfabrik u. Buchbinderei, Chemnitz i. Sachs.[2]: S. 120
- J. C. König & Ebhardt, Hannover
- Krefelder Geschäftsbücherfabrik Carl Schneewind, Krefeld.[2]: S. 509
- Carl Kühn & Söhne, Geschäftsbücherfabrik, Berlin[12]
- Wilhelm Langguth, Geschäftsbücherfabrik und Linieranstalt, Esslingen am Neckar[13]
- Lauser, Carl, Büroeinrichtungen u. Geschäftsbücherfabrik. Inh. Wilhelm Lauser, Stuttgart.[14][2]: S. 658
- Lüderitz & Bauer, Mauerstr. 80, Buchhändlerhaus. Buchbinderei, Geschäftsbücherfabrik, Präge-Anstalt, Berlin.[2]: S. 145
- Luppe Nachf. , Th. Geschäftsbücherfabrik, Papier- u. Schreibwarenhandlungen, Buchbinderei Inh. Ad. Naue, Dessau.[2]: S. 326
- Maede, H. Nchf., Geschäftsbücherfabrik, Buchdruckerei, Perforier-Anstalt, Leipzig.[2]: S. 618
- Messerschmidt & Falk, Geschäftsbücherfabrik und Buchdruckerei, Leipzig[15]
- Hans Meyer Geschäftsbücherfabrik, Horneburg
- Mitteldeutsche Geschäftsbücherfabrik und Liniieranstalt AG in Kassel
- Niese, Otto, Buchbinderei u. Schreibwarenhandlung, Geschäftsbücherfabrik, Saalfeld a. S.[2]: S. 167
- W. Oldemeyer Nachf., Hannover
- Pfälzische Geschäftsbücherfabrik, C. Just & Söhne, Kandel, Pfalz.[16][2]: S. 179
- Pfeiffer, L. & A., Geschäftsbücherfabrik, Solingen.[2]: S. 179
- Plauensche Geschäftsbücherfabrik Moritz Wieprecht, G. m. b. H., Plauen i. V.[2]: S. 181
- Prager, R., Geschäftsbücherfabrik, Buchbinderei, Liniier- u. Perforier-Anstalt, Berlin.[2]: S. 183
- Preisinger & Romberger, Gesang- u. Geschäftsbücher-Fabrik Albumfabrik, Buchdruckerei Schleiz i. Thür.
- Rheinische Geschäftsbücherfabrik Gottfr. Mannebach & Co., Bonn.[2]: S. 502
- Reissmann Alfred, Geschäftsbücherfabrik, Liniier-Anstalt, Buch- u. Papierhandlung, Greiz.[2]: S. 189
- J. W. Rossi Geschäftsbücher-Fabrik Flensburg
- Sächsische Geschäftsbücherfabrik, F. W. Kaiser, Geschäftsbücherfabrik, Buchdruckerei. Inh. Gustav Kaiser, Plauen i. V..[2]: S. 199
- Schenck, jr. , W. B., Geschäftsbücherfabrik, Buchbinderei u. Papierhandlung, Fulda.[2]: S. 204
- Schlegel & von der Heyden, Geschäftsbücherfabrik, Hagen[17]
- Schwenzke, B., Geschäftsbücherfabrik., Buchdruckerei u. Liniier-Anstalt, Mannheim.[2]: S. 221
- Oscar Sperling, Leipziger Geschäftsbücher-Fabrik und Buchdruckerei, Leipzig[18]
- Thüringer Geschäftsbücherfabrik u. Buchdruckerei Friedrich Somann vorm. Bernhard Hahne, Erfurt
- Emil Unger & Co., Geschäftsbücherfabrik, Berlin[19]
- Vereinigte Geschäftsbücherfabriken und Druckereien Emil Bandell – Dietz & Lüchtrath AG
- Werthammer, Chr., Geschäftsbücherfabrik, Papier- u. Schreibwarenhandlung, Bruchsal.[2]: S. 225
- Wiedemann, Emil, Geschäftsbücherfabrik, Liniir-Anstalt u. Buchbinderei, Landau (Pfalz).[2]: S. 373
- David Louis Wolff, Fabrik von Geschäftsbüchern, Notes, Album, Poesie, Magdeburg[20]

## Österreich
- Geschäftsbücher-Fabrik und Buchbinderei Mittersteig der Neusiedler AG für Papierfabrikation, Wien
- F. Rollinger, Geschäftsbücher-Fabrik, Buchbinderei und Rastriranstalt, Wien
- Fr. Strelez, Buchbinderei und Rastriranstalt, Wien[21]
- Rudolf Strelez’ Sohn, Buchbinderei und Rastriranstalt, Wien[22]

## Polen
- Brieger Geschäftsbücherfabrik, W. Loewenthal, Brieg, Bez. Breslau. (Brzeg )[2]: S. 29
- Geschäftsbücherfabrik W.F. Burau, Danzig.
- Oberschlesische Geschäftsbücherfabrik u. Druckerei, R. Schönwolf, Gleiwitz, Ob.-Schles.(Gliwice)[2]: S. 169
- Pasche, A., Geschäftsbücherfabrik, Landsberg a. W. (Gorzów Wielkopolski)[2]: S. 176
- R. Sieber & Comp, Geschäftsbücherfabrik, Liniieranstalt, Buchdruckerei und Papierhandlung Stettin[23]
- J. Swarzenski, Geschäftsbücherfabrik, Breslau[24]
- Witt, Rud., Papier- u. Schreibwarenhandlung, Liniier-Anstalt, Etiketten- u. Geschäftsbücherfabrik, Danzig (Gdańsk)[2]: S. 589

## Schweiz
- J. M. Neher & Söhne, Schreibbücherfabrik, Bern[25]
- Geschäftsbücherfabrik Reinach, Reinach (AG)
- Geschäftsbücherfabrik Reinach Fischer & Maurer, Reinach (AG)
- Geschäftsbücherfabrik Rombach, Rombach (AG)
- Schreibbücher-Fabrik Bern, Müller & Cie.[26]